# Goldener Halbmond

Hauptanbaugebiet von Opium

Der Goldene Halbmond ist neben dem Goldenen Dreieck das Hauptanbaugebiet von Opium in Asien. Er erstreckt sich über den Iran, Afghanistan und Pakistan, wobei der Iran nur Konsum- und Transitland für das illegal gewonnene Rohopium bzw. daraus hergestelltes Heroin ist. Der Opiumanbau war in diesen Ländern schon lange üblich, eine Rolle als Rohstofflieferant für den internationalen Drogenhandel spielt dieses Gebiet seit den 1970er Jahren. Während die Produktion im Goldenen Dreieck sinkt, ist sie im Goldenen Halbmond dramatisch angestiegen: Afghanistan löste 1991 Myanmar als größter Opiumproduzent ab (1782 Tonnen) und liefert mittlerweile etwa 90 % der Weltproduktion.